# ون لوف اند ديث امبريس
ون لوڤ اند ديث امبريس هي أغنية لفرقة هيم اصدرت في عام 1997 مع الالبوم جريتيست لوڤ سونجز ڤول. 666, واصدرت كأغنية منفردة في 1997 في فنلندا، وفي 1999 في ألمانيا.

## ترتيب الاغاني (النسخة الفنلندية)
When Love and Death Embrace (Edit) – 4:17.1

When Love and Death Embrace (Album Version) – 6:11.2

## ترتيب الاغاني (النسخة الألمانية)
When Love and Death Embrace (Radio-Edit) – 3:36.1

When Love and Death Embrace (AOR-Radio Mix) – 3:49.2

When Love and Death Embrace (Original Single Edit) – 4:17.3

When Love and Death Embrace (Album Version) – 6:11.4